# 播州赤穗站
播州赤穗站（日语：／ Banshū-Akō eki */?）是位於兵庫縣赤穗市加里屋，西日本旅客鐵道（JR西日本）赤穗線的車站。

## 概要
此站為赤穗市中心車站，在赤穗線列車運用上為邊界車站，往東為大阪近郊區間與JR西日本都市網路範圍，有普通列車、快速列車、及新快速列車開行；往西僅有開往岡山站方向的普通列車。所有列車以此站為終點站並進行折返，並不互跨運行。
曾經只有此站往相生方向的車站才可使用ICOCA，2018年9月15日另一方向（岡山方向）播州赤穗站至長船站之間9座車站也可使用ICOCA。
現時此站被選為第3次近畿車站百選。

## 歷史
- 1951年（昭和26年）12月12日 - 日本國有鐵道車站啟用[1]。當初為赤穗線的終點站。
- 1955年（昭和30年）3月1日 - 赤穗線延長至日生站。
- 1962年（昭和37年）9月1日 - 赤穗線（相生站至東岡山站之間）全線開通。
- 1969年（昭和44年） - 赤穗站北地區土地整理項目完成。
- 1978年（昭和53年） - 赤穗市向國鐵請求建設北出口。
- 1985年（昭和60年） - 赤穗市向國鐵請求建設行人天橋。
- 1986年（昭和61年） - 赤穗市總合計劃，新設公眾通道。
- 1987年（昭和62年）4月1日 - 伴隨國鐵分割民營化，車站由西日本旅客鐵道（JR西日本）營運。
- 2000年（平成12年）
  - 3月 - Plat赤穗開始動工。
  - 12月1日 - 跨站式站房開始使用。Plat赤穗（日语：プラット赤穂）啟用。
- 2003年（平成15年）11月1日 - 相生站一方可使用IC卡「ICOCA」。
- 2007年（平成19年）3月18日 - 更新車站自動廣播系統。
- 2015年（平成27年）3月12日 - 進站警告聲停止使用，進站音樂改為JR神戶線標準「細波」音質變更版[4]。
- 2024年11月30日，JR西日本預計廢除站內的綠窗口，並採用於同月11日推出的「綠窗口自動售票機PLUS」系統[5]。

另外，在1921年（大正10年）至國鐵站啟用前，設有赤穗鐵道播州赤穗站，位於車站約700米南邊（現時West神姬赤穗營業所）。

### 車站名稱
在車站啟用當時，長野縣飯田線已經設有赤穗站（日语：／，現在時為駒根站），因此此站冠上了「播磨國」（兵庫縣西部的令制國名）的別名「播州」。國鐵、JR比較少冠上「○州」（令制國的別稱）。

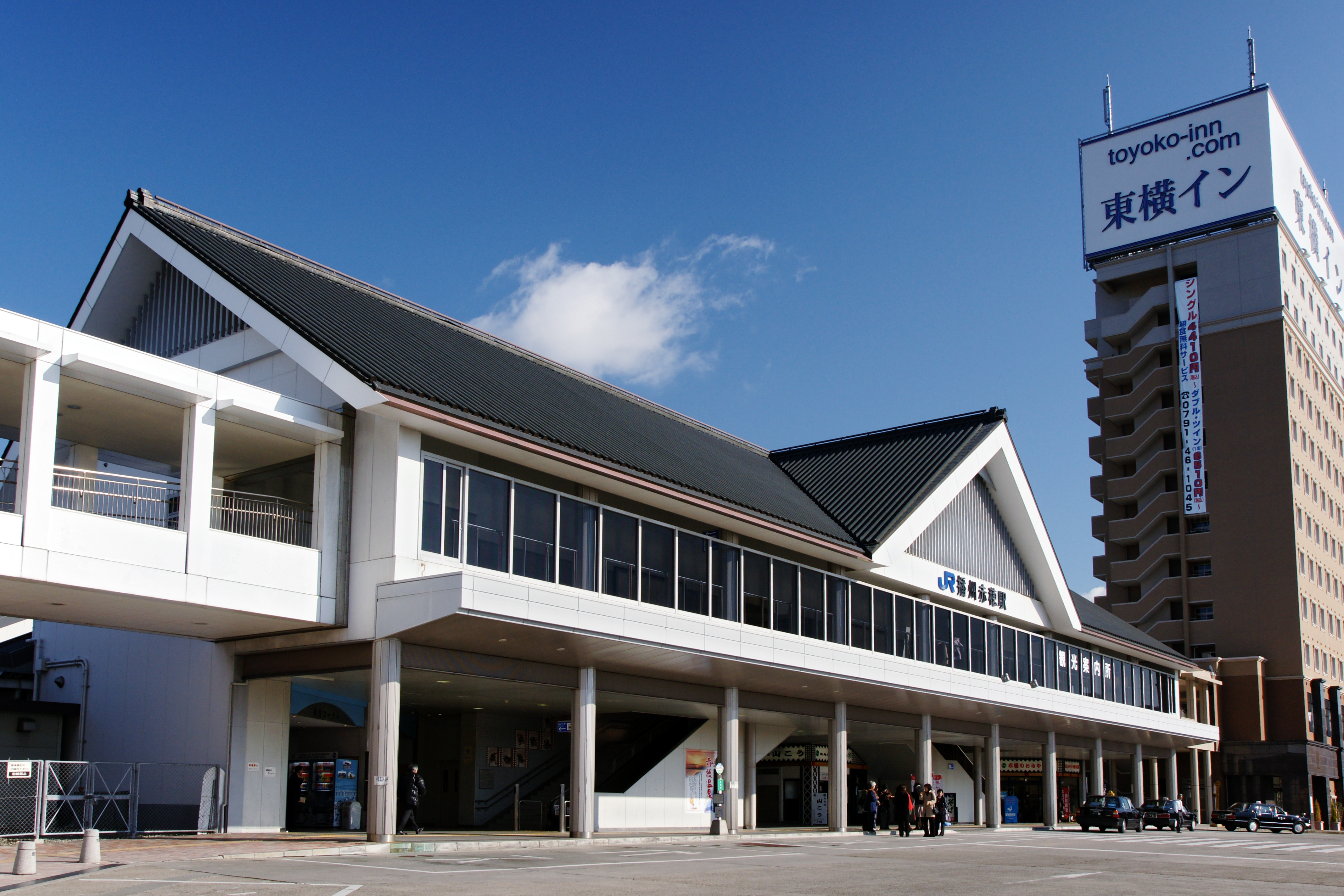
南邊車站大樓連接東橫Inn
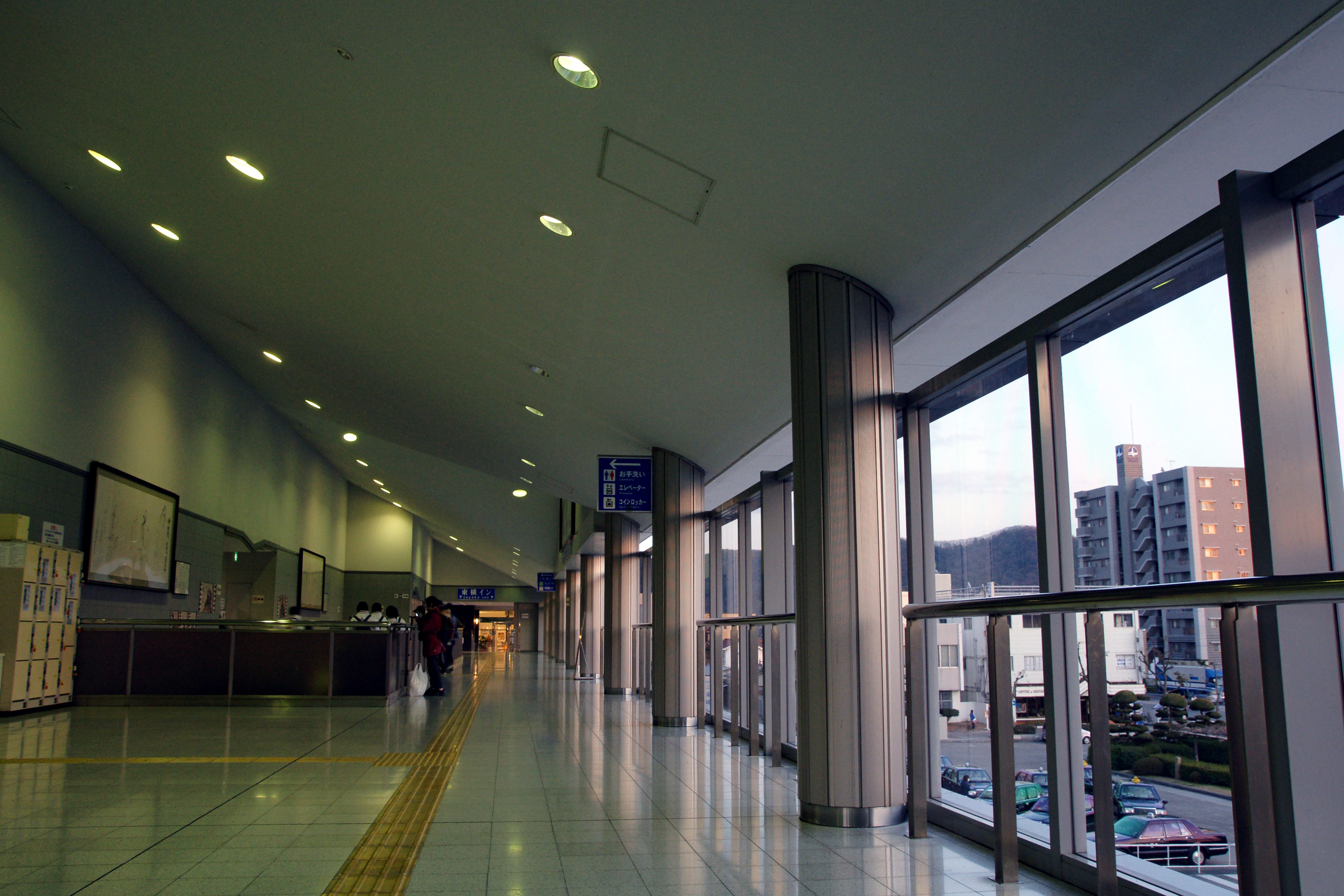
公眾通道
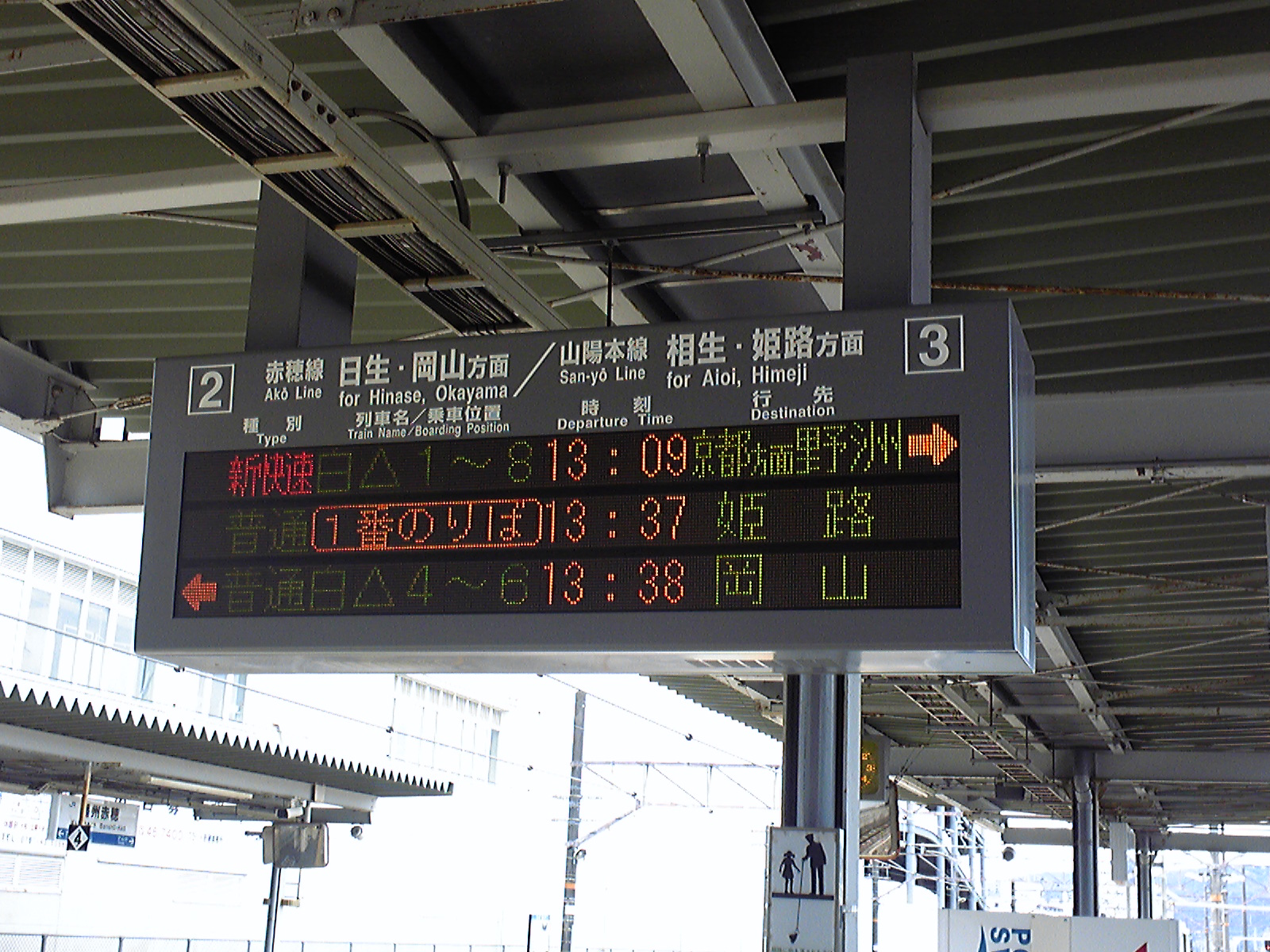
對應JR京都、神戸線運行管理系統的列車出發顯示牌
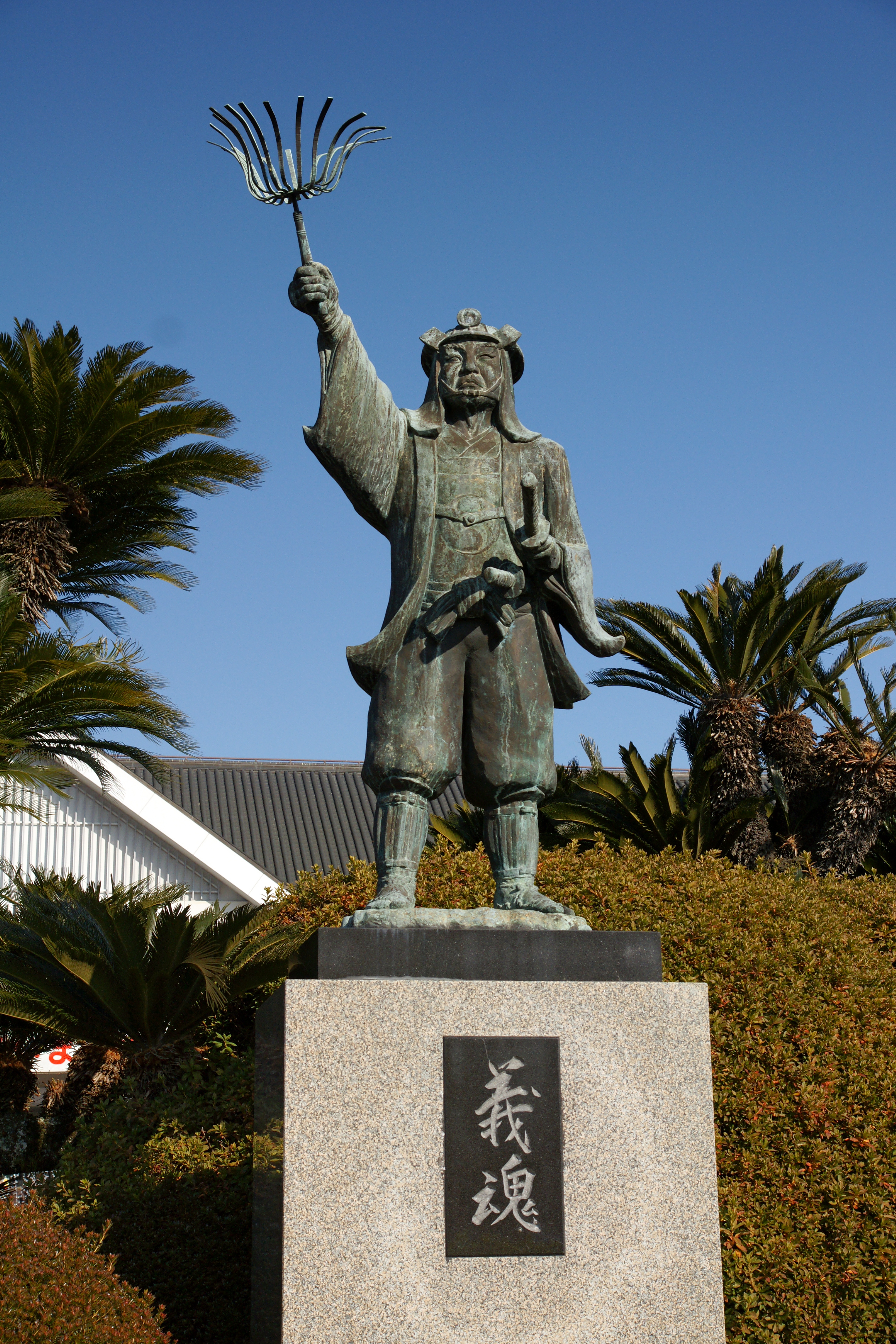
站前廣場設有赤穗四十七義士之首大石内藏助像
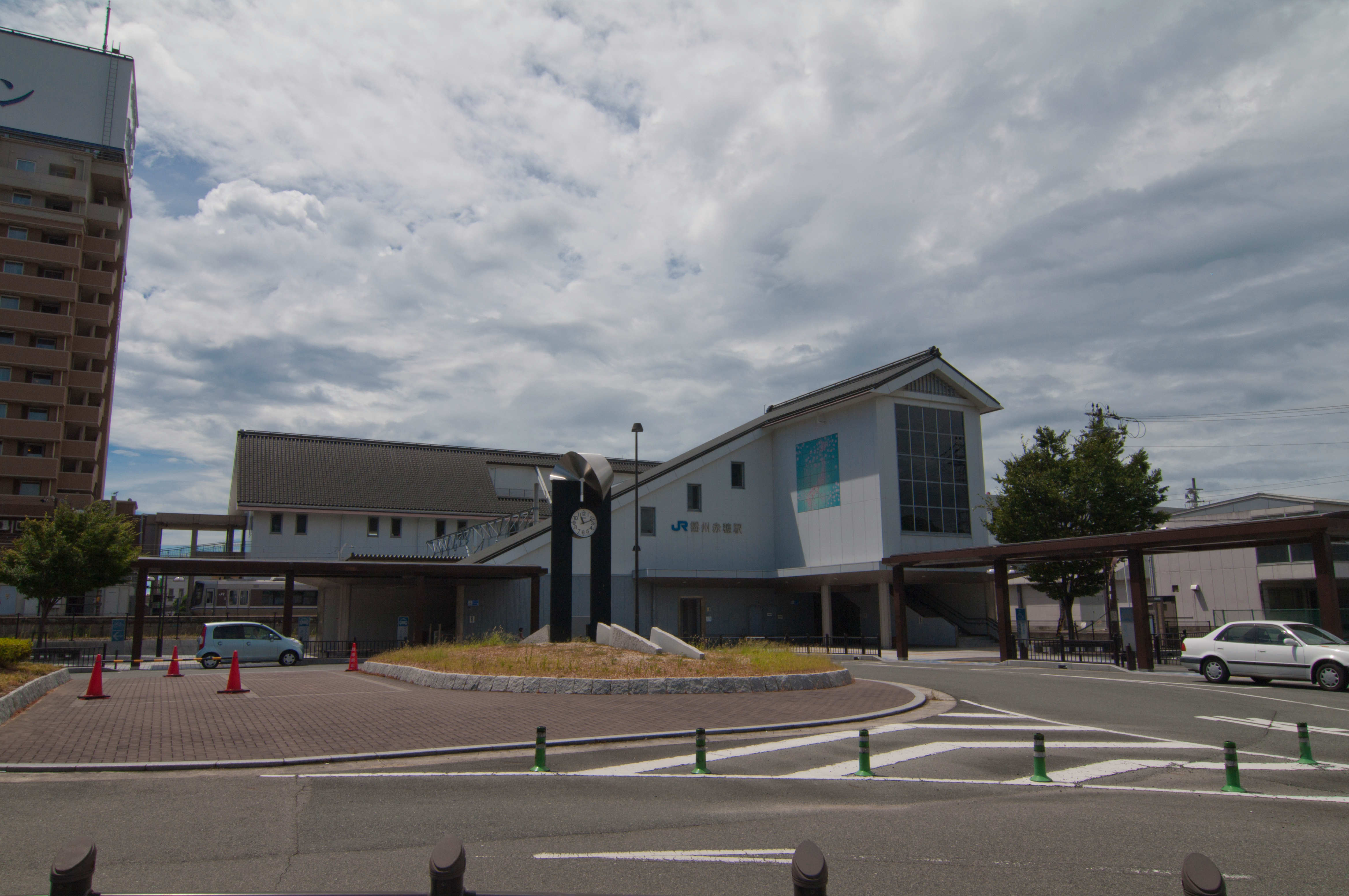
北邊車站大樓

## 車站構造
車站是一座設有跨站式站房的地面車站，設有2面3線的單式、島式月台，可進行列車交會與折返。車站設有1座閘口。月台之間設有跨線橋連接。在閘內設有多用途廁所，在閘外設有男女廁。
車站內設有貨運用的引込線，1號月台西南邊和3號月台北邊數有數條引込線，現時已經撤走。現時只有3條旅客用月台。
曾經在車站東邊設有前往東洋紡績工廠（現時成為AEON赤穗店和Plat赤穗）的連接線。

### 月台
原則上使用以下月台安排。另外，所有定期列車均從此站出發。
| 月台 | 路線              | 上下行 | 方向           | 備註                |
| ---- | ----------------- | ------ | -------------- | ------------------- |
| 1    | 山陽本線 (赤穗線) | 上行   | 相生、姬路方向 |                     |
| 2    | 赤穗線            | 下行   | 日生、岡山方向 | 部分列車使用3號月台 |
| 3    | 山陽本線 (赤穗線) | 上行   | 相生、姬路方向 |                     |

- 以上路線名稱與編號取自JR西日本路線圖[8]。岡山方面向為粉紅色，在2016年3月時間表修正時，除了旅客資訊車費表外，會以藍色區別不同方向。另外，在車站時間表的停車站列表中，岡山方向的路線會以黃色（■）作為標記。
- 在月台上出發列車顯示牌中，相生方向的標記會顯示直通方向「山陽本線 相生、姬路方向」。但是在閘口上的出發列車顯示牌只標示路線名稱。
- 2、3號月台為島式月台。3號月台只可容納8卡車廂，1、2號月台可容納12卡車廂）。
- 1號月台在下午4時前設有列車使用，主要為不可轉乘往岡山方向的列車使用。另外，1號月台可向岡山方向出發，但是沒有岡山方向的定期列車使用。因此1號月台岡山方向的路軌生鏽了。
- 在2016年3月26日時間表修正起，於日間新快速的運行區間縮短至來往姬路站。
- 此站沒有列車夜間停泊。當中沒有岡山方向的列車夜間停泊，上行尾班列車（從備中高梁出發前往播州赤穗，赤穗線內的列車編號（日语：列車番号）為1936M，到達播州赤穗的時間為晚上10時33分）到達後會以不載客列車的身份折返至備前片上站[9]。下行首班列車（從播州赤穗出發前往新見，在赤穗線內的列車編號為1901M，於5時59分在此站出發）的車輛（6卡編成）是從日生站以不載客列車前往此站[10]。
- 在此站停站的列車中，除了不載客列車外，均需要按車身的按鈕開關車門。

### 時間表
- 在日間時段中，每小時姬路方向設有2班，岡山方向設有1班列車。
- 從相生方向和岡山方向的列車均以為終點站，因此若需乘越此站，必需要在此站轉乘列車。
- 關於此站的首班車，姬路方向的首班車為5時半，岡山方向的首班車為近6時正。關於此站的尾班車，姬路方向的尾班車為晚上10時，岡山方向的尾班車為約晚上9時半，而從姬路方向前往此站的尾班車到達時間接近凌晨。
- 在2012年3月17日時間表修正起至2014年3月15日時間表修正前，於平日設有從山陰本線出雲市站於早上9時08分出發的長距離普通列車，前往此站為終點站（在赤穗線內的列車編號為1922M，到達播州赤穗的時間為下午4時05分）。運行距離為275公里。沒有逆向前往出雲市的班次。
- 此站設有直通至JR神戶線、JR京都線、琵琶湖線的新快速班次。
- 在2016年3月25日前，設有從此站出發的快速班次（在西明石前為各站停車）前往近江鹽津。該班次所需時間近5小時。但是，在翌日26日的時間表修正後，運行區間縮短至前往大阪。同時，再沒有新快速班次前往敦賀，敦賀再沒有經湖西線前往此站。但是仍然設有從敦賀出發經琵琶湖線前往播州赤穗的班次。

### 大堂
- 綠色窗口[7]（自動售票機、綠色售票機（日语：みどりの券売機）、ICOCA增值機）
- Kiosk（位於閘外。在車站啟用時同時開設，在2016年3月15日結業[11]）
- 赤穗市觀光詢問處
- 南邊（海邊）、北邊（山邊）設有電梯（上行）、升降機和樓梯[7]。

### 車站便當
現時車站內沒有車站便當發售。
曾經車站內設有由相生站車站便當販賣商「Enoki」前往此站售賣便堂（參見相生站 (兵庫縣)#車站便當）。

## 使用狀況
此站主要乘客是平日前往相生、姬路、神戶、大阪、京都方向上班和上學的通勤客。在星期六及假日，有從京都、大阪、神戶方向的觀光客前往此站至赤穗市內觀光。
以下為近年1日平均乘車人次列表：
| 乘車人次變化       | 乘車人次變化    |
| 年度               | 1日平均乘車人次 |
| ------------------ | --------------- |
| 1995年（平成07年） | 3,988           |
| 1996年（平成08年） | 4,049           |
| 1997年（平成09年） | 3,996           |
| 1998年（平成10年） | 3,987           |
| 1999年（平成11年） | 4,114           |
| 2000年（平成12年） | 3,885           |
| 2001年（平成13年） | 3,808           |
| 2002年（平成14年） | 3,718           |
| 2003年（平成15年） | 3,590           |
| 2004年（平成16年） | 3,652           |
| 2005年（平成17年） | 3,812           |
| 2006年（平成18年） | 3,961           |
| 2007年（平成19年） | 4,003           |
| 2008年（平成20年） | 4,013           |
| 2009年（平成21年） | 3,962           |
| 2010年（平成22年） | 3,876           |
| 2011年（平成23年） | 3,831           |
| 2012年（平成24年） | 3,946           |
| 2013年（平成25年） | 4,010           |
| 2014年（平成26年） | 3,890           |
| 2015年（平成27年） | 4,073           |
| 2016年（平成28年） | 4,136           |
| 2017年（平成29年） | 4,138           |
| 2018年（平成30年） | 4,137           |

## 車站周邊
- Plat赤穗
- 東橫Inn播州赤穗站前
- 赤穂市政廳[14]
- 兵庫縣赤穗警署（日语：赤穂警察署）[14]
- 赤穗郵局（日语：赤穂郵便局）[15]
- 山田電機Teccland赤穂店（星電社專營店）[16][17]
- AEON赤穗店
- EDION（日语：エディオン）赤穗店
- Agro花園（日语：ホームセンターアグロ）新赤穗店
- 赤穗城遺址[1]
- 大石神社（日语：大石神社）[1]
- 花岳寺（日语：花岳寺）[1]
- 赤穗市立歷史博物館（日语：赤穂市立歴史博物館）[14]
- 赤穗市立民俗資料館（日语：赤穂市立民俗資料館）[14]
- 國道250號
- 關西福祉大學（日语：関西福祉大学）

## 巴士路線
- 「播州赤穗站」巴士站
  - West神姬（日语：ウエスト神姫）[18]
    - 御崎線
    - 小鳥線
    - 湯之內·槙線
    - 千鳥線
    - 有年·上郡線

  - 赤穗觀光周遊巴士 號[19]
  - 市內循環巴士「湯之助」[20]
    - 南北路線 A（星期一、三、五運行）
    - 南北路線 B（星期二、四、六運行）
    - 東西路線（星期一、三、五運行）
    - 高野路線（星期一、三、五運行）
    - 綠團地路線（星期一、三、五運行）

  - 東備西播定住自立圈圈域巴士[21]
    - 上郡路線（星期一至六運行）
    - 備前路線（星期一至六運行）

## 其他
- 在ICOCA使用記錄中，此站會標記為。

## 相鄰車站
西日本旅客鐵道
 赤穗線（上行）（所有列車直通至山陽本線）
■新快速（在姬路站前各站停車）、■普通（在西明石站以東為快速）
坂越－播州赤穗
 赤穗線（下行）
播州赤穗－（貨）西濱－天和

## 外部連結
- 播州赤穗｜車站資訊：JR出門網 - 西日本旅客鐵道
- 播州赤穗站（閒逛赤穗線之旅） （页面存档备份，存于）（日語）
- Plat赤穗 （页面存档备份，存于）（日語）